# روبرت كراندال
روبرت كراندال (بالإنجليزية: Robert Crandall)‏ هو مسير أعمال أمريكي، ولد في 6 ديسمبر 1935 في ويسترلي في الولايات المتحدة.

## وصلات خارجية
- روبرت كراندال على موقع إن إن دي بي (الإنجليزية)